# Lango (etnie)
Lango este o comunitate de vorbitori de limbi paranilotice originari din Sudanul de Sud. Sunt agricultori nomazi șitrăiesc în zona Ikwoto a statului Imatong al Sudanului de Sud. Această regiune se învecinează cu Uganda spre Sud, iar locuitorii acestora împart linii ancestrale cu etnia lango din Uganda.  

## Dialecte
Lango cuprinde grupuri de vorbitori a șase dialecte ale limbii lango, incluzând subetniile Ketebo,  Lokwa, Logir, Dongotono, Imotong și Lorwama. Ei provin din regiunile de pe dealurile Okol și din munții Lolim din nordul Ugandei sau din populația <i>acholi</i> din Uganda și Sudanul de Sud. 
Limba tribului Lorwama (okolie) este vorbită mai ales de către nativii Lorwama, deși a fost adoptată de populația Ketebo în anii 40, atunci când limba lor a dispărut. Ketebo sunt acum integrați în comunitatea Lorwama, deși vorbesc o ușoară variantă de okolie. Grupul de limbă dialectală ongotono lango vorbește, de asemenea, okolie, importând câteva cuvinte din limba otuho a poporului Lotuko. Este bine de menționat că numele Lorwama a venit ca urmare a unui tratat făcut probabil în anii 1920 între cei din etnia astăzi numită Ketebo, ceea ce înseamnă oameni care pot mânca carne cu cei din etnia Taffa, care înseamnă cei ce mănâncă terci.  Numele original pentru trib este Okol.  

## Ortografii alternative
Numele „ Lango ” poate fi de asemenea scris ca Langgo sau Langoni când se referă la un bărbat, sau ca Langoni pentru o femelă. 